# Ják
Ják (německy Jaak / Sankt Georgen / Sankt Jörgn, chorvatsky Jakova) je vesnice v župě Vas v okrese Szombathely v Maďarsku. Rozloha obce činí 44,95 km² a v roce 2004 zde žilo 2 475 obyvatel.

## Kostel svatého Jiří
Místní farní kostel je nejzachovalejším románským kostelem v Maďarsku. Původně byl postaven jako kostel benediktinského kláštera. Tehdy jej tvořila rotunda před průčelím hlavního vchodu.
Zvenčí i uvnitř je zdoben bohatou sochařskou výzdobou. Tři lodě a tři apsidy tvoří bazilikální strukturu. Sloupové hlavice jsou plasticky zdobeny rostlinnými a některými zvířecími ornamenty.
Rotunda má 4 apsidy a 2 podlaží.

## Fotogalerie

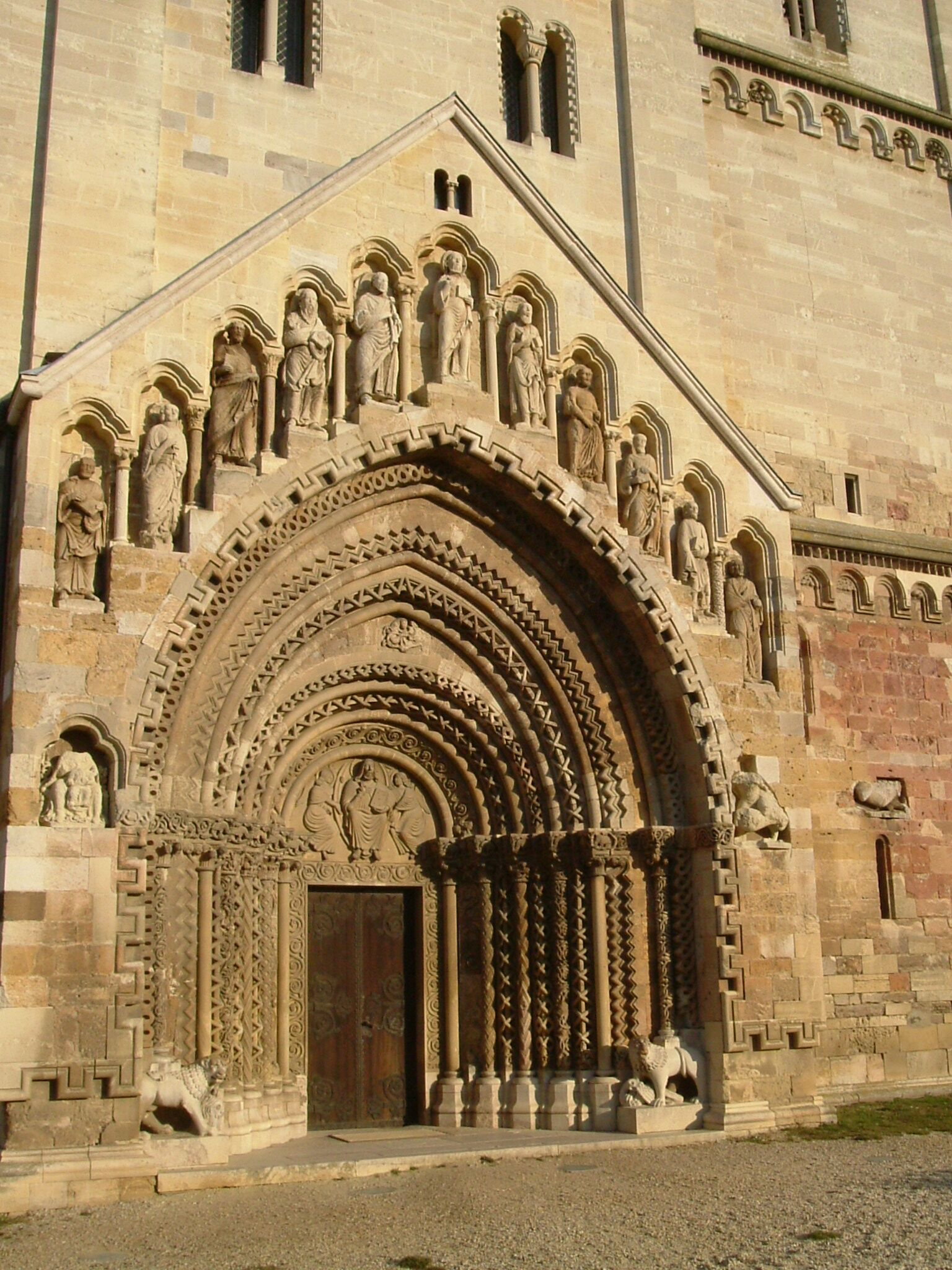
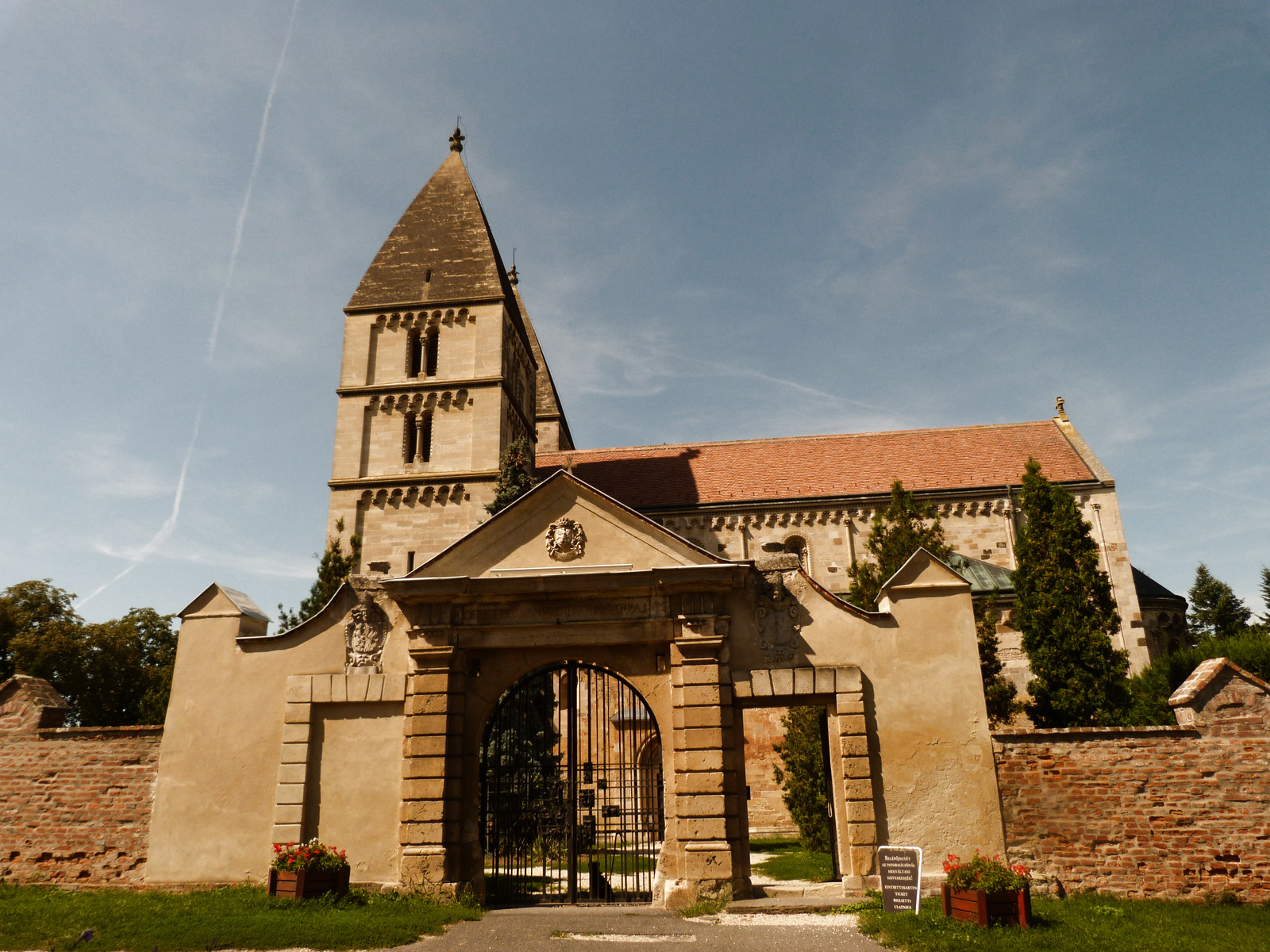
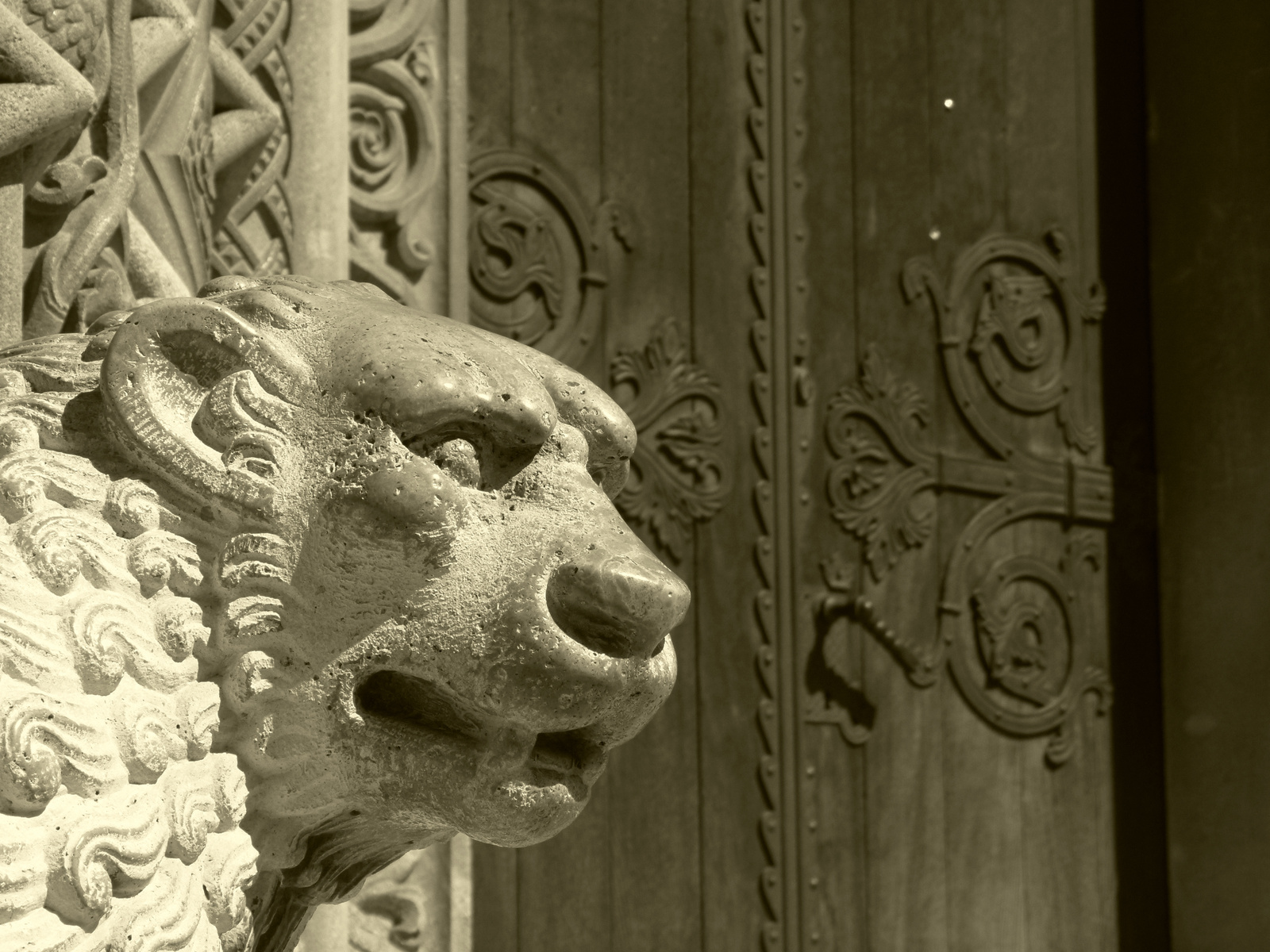
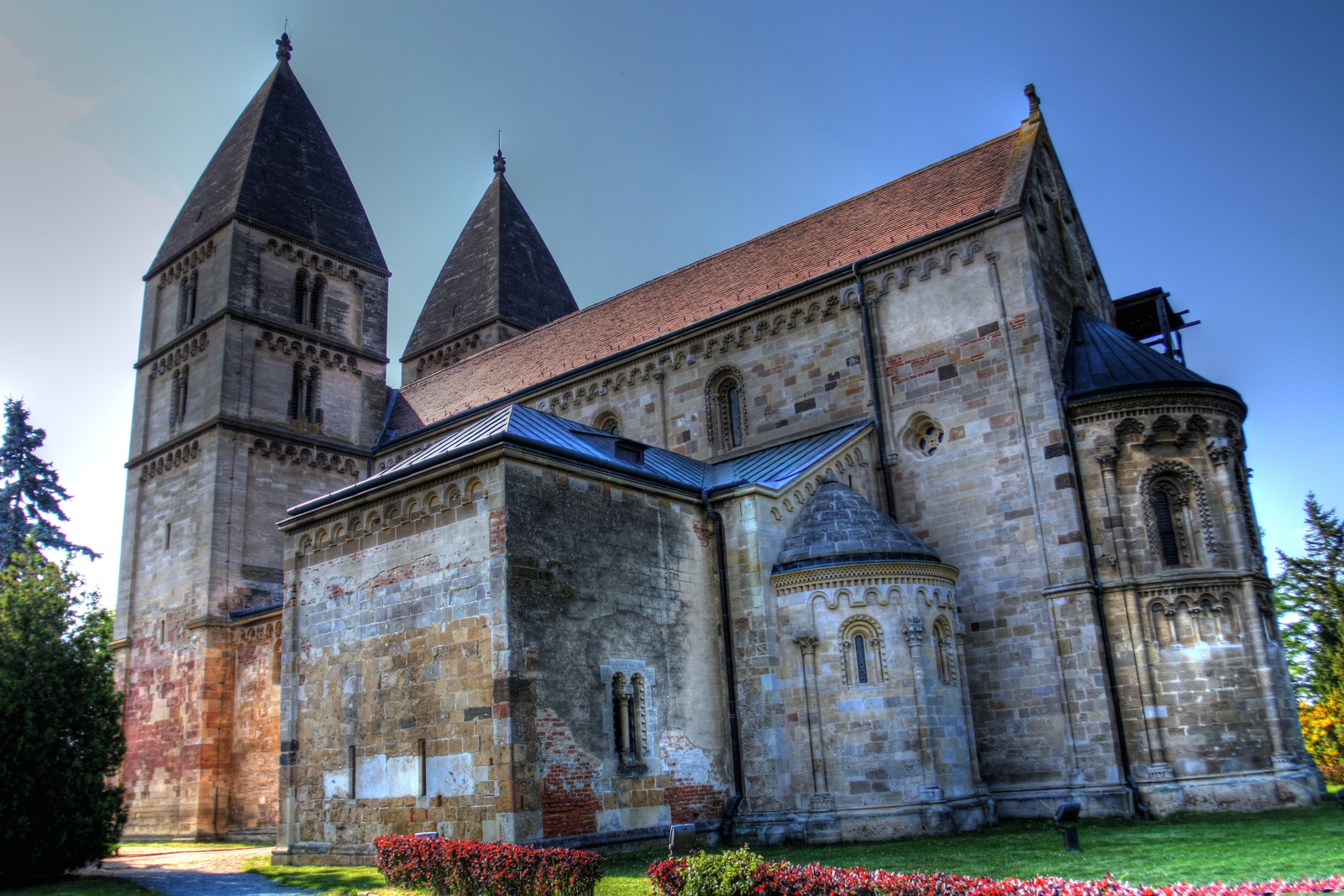
Opatství svatého Jiří
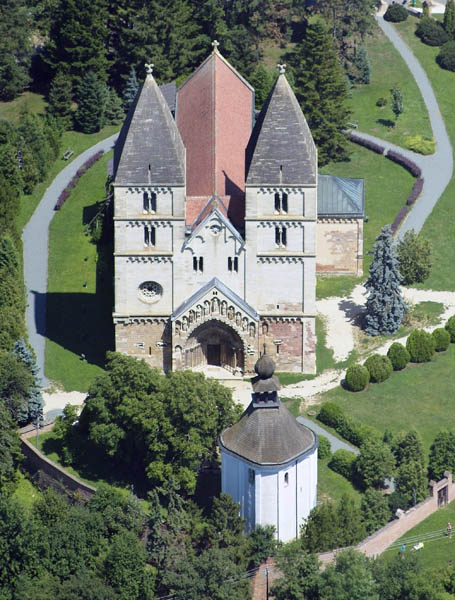
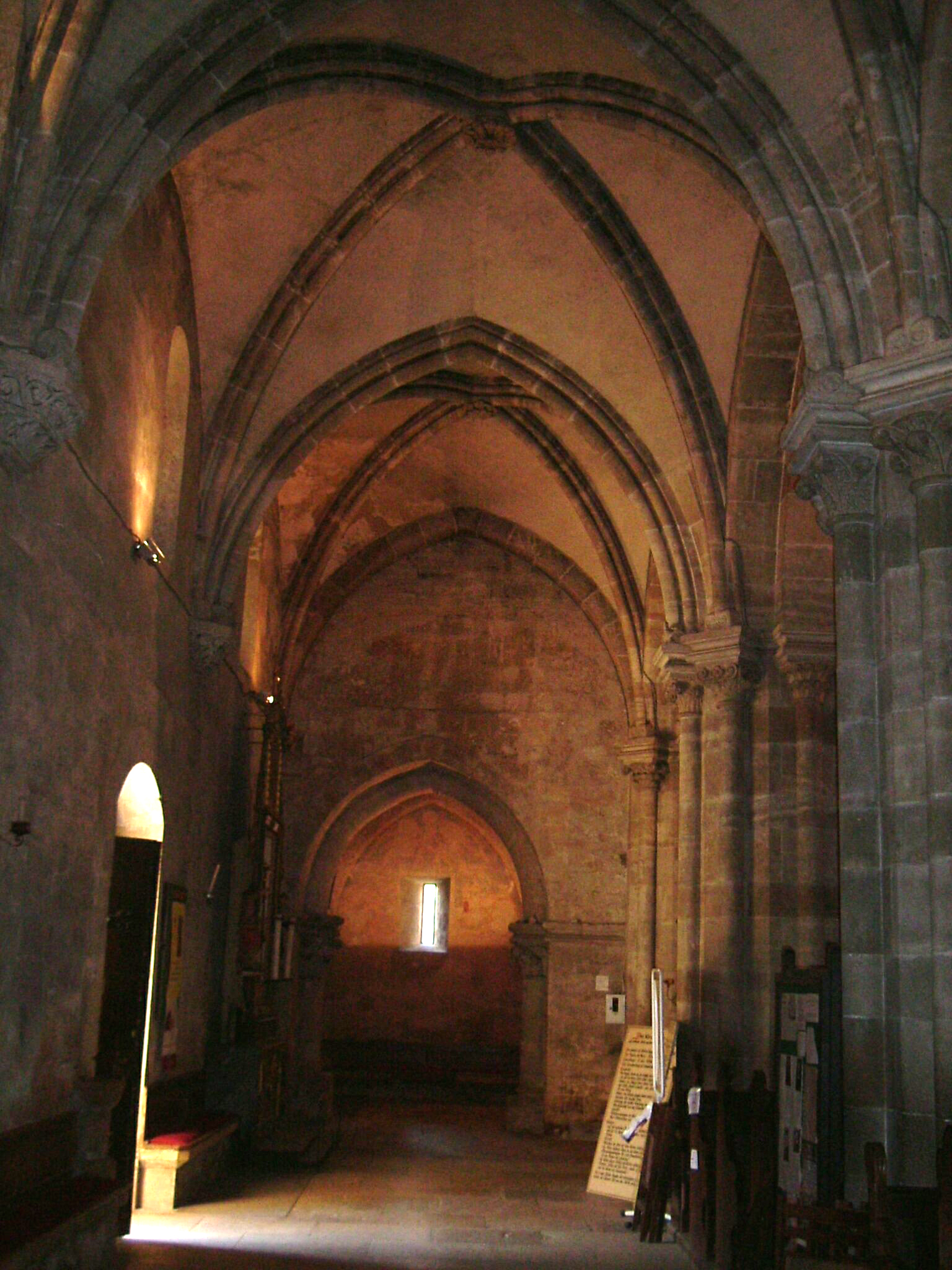
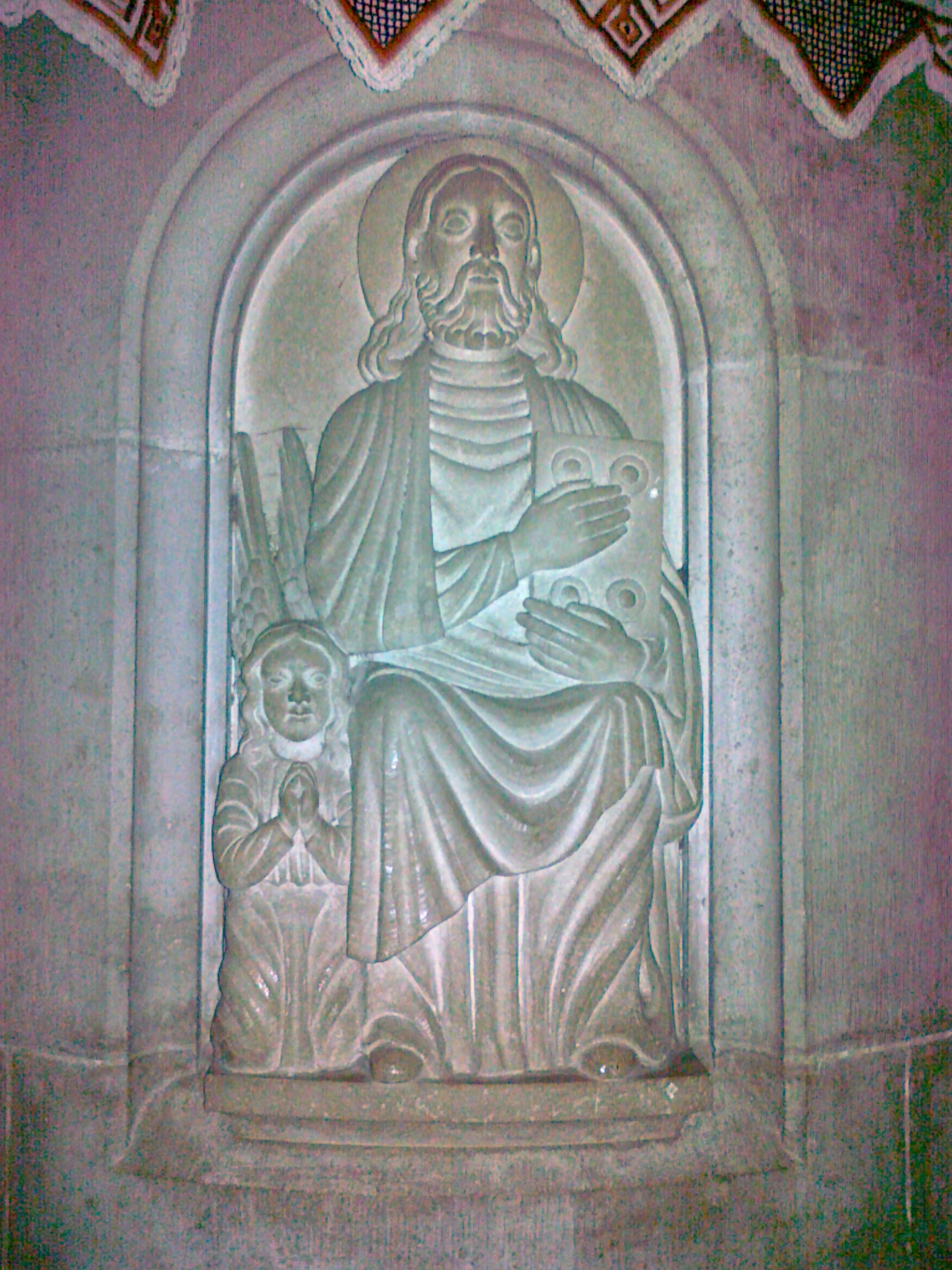
Středověký reliéf svatého Matouše v kostele (13. století).
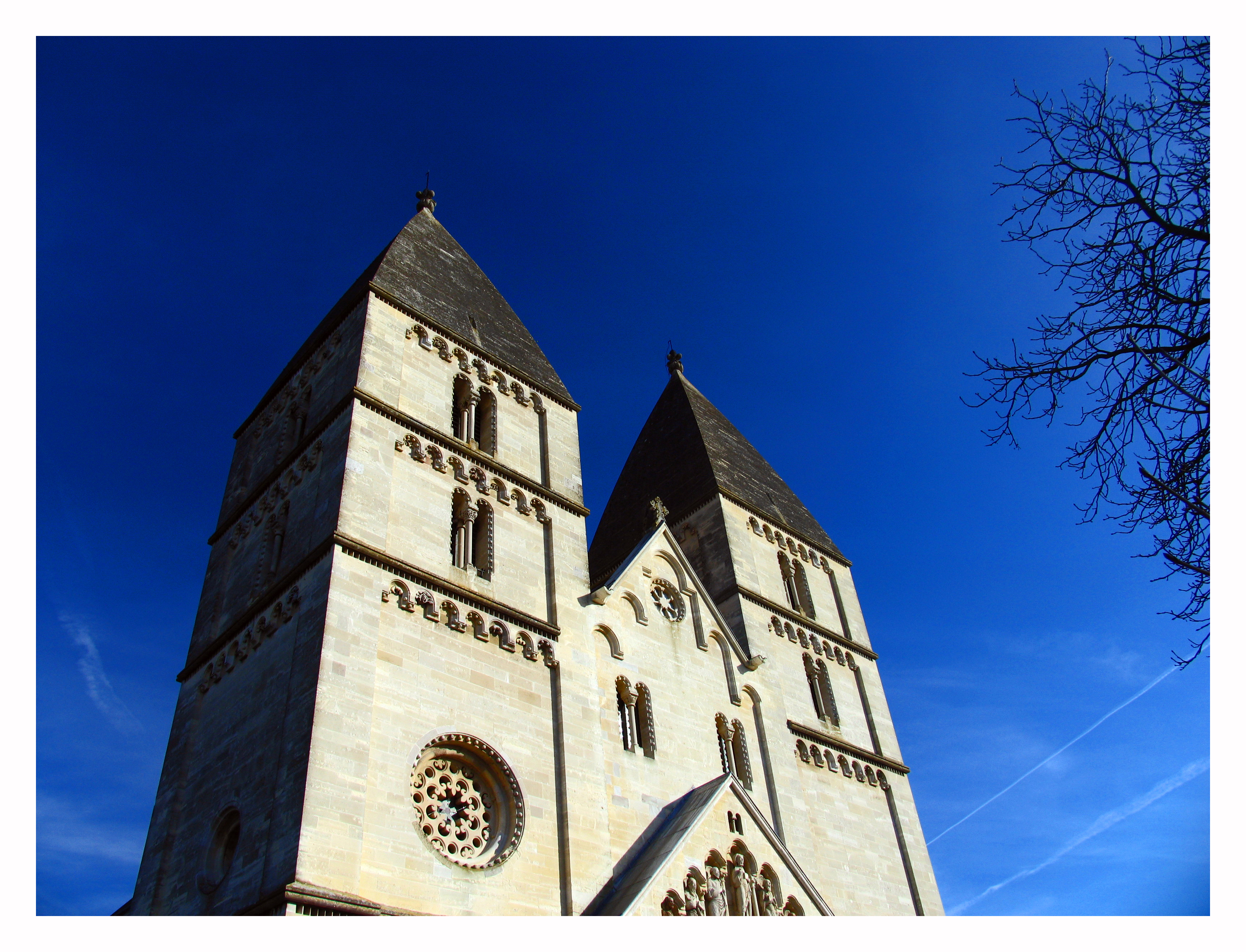
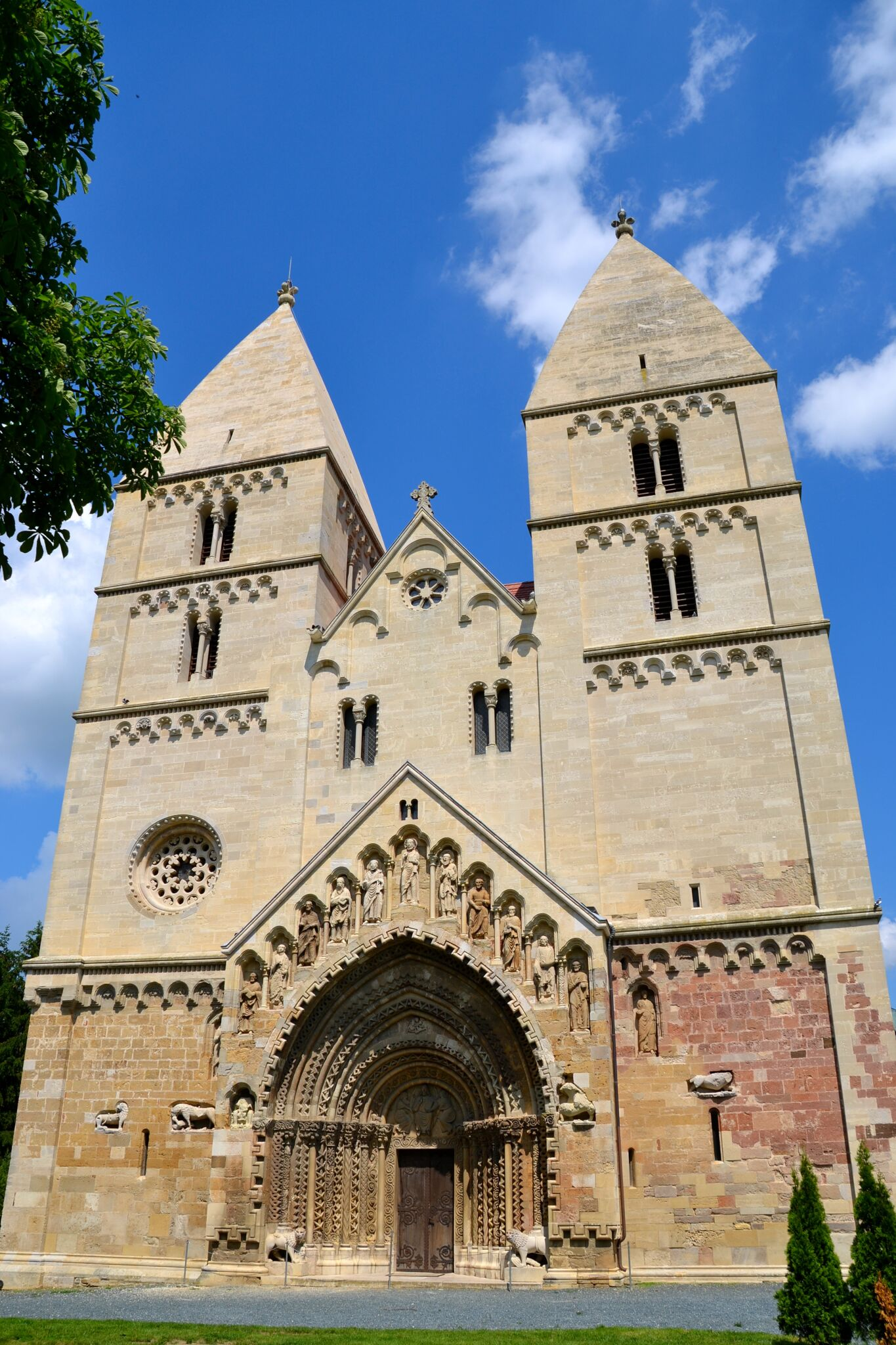
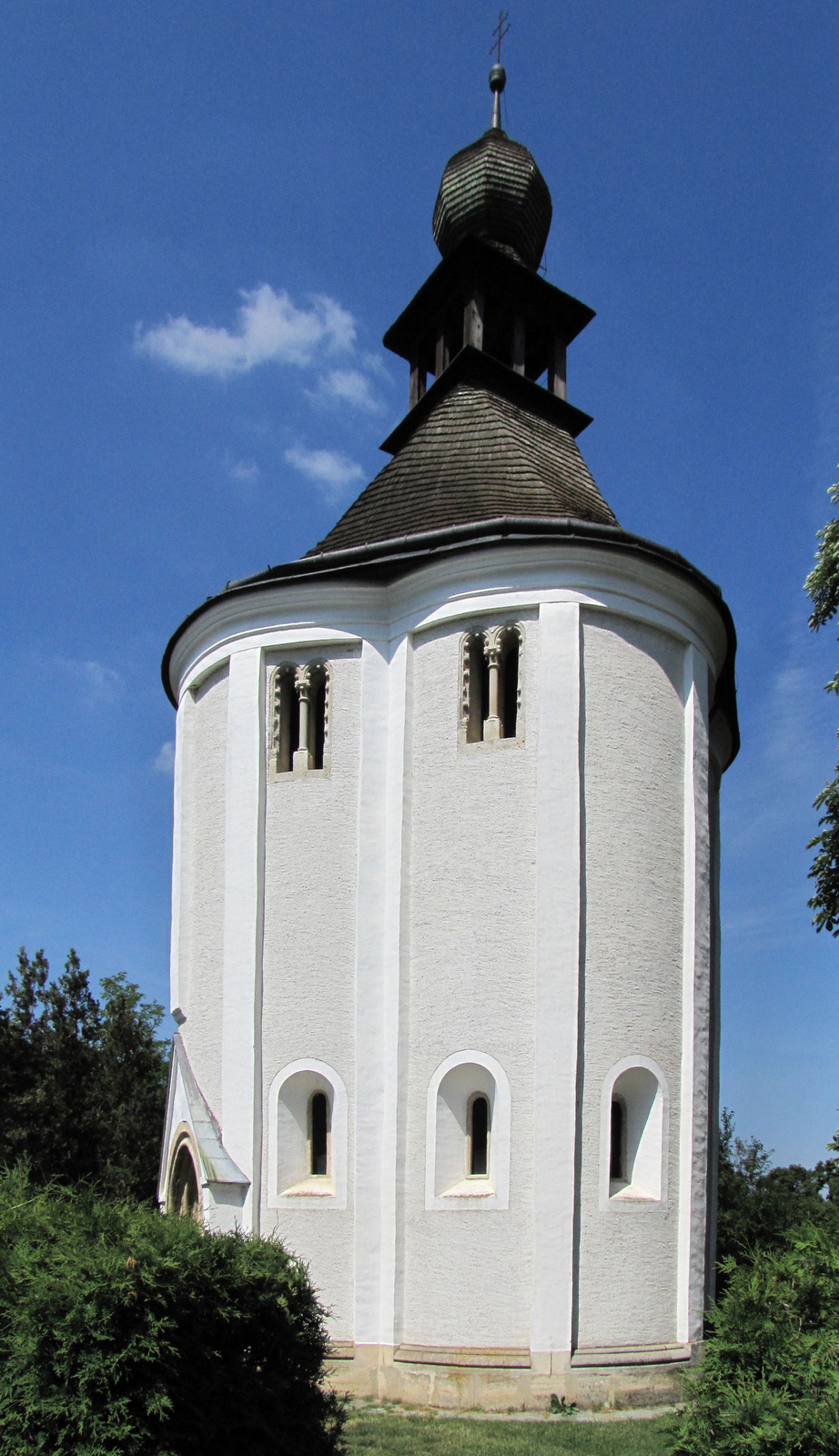
Kaple svatého Jakuba

## Rodáci
- Dezső Novák (1939–2014), maďarský fotbalista